# NGC 6492
NGC 6492 (również PGC 61315) – galaktyka spiralna (Sbc), znajdująca się w gwiazdozbiorze Pawia. Odkrył ją John Herschel 22 lipca 1835 roku.
W galaktyce tej zaobserwowano supernową SN 2004fv.